# V pustinách australských
V pustinách australských (1891, Mistress Branican) je méně známý dobrodružný román francouzského spisovatele Julesa Verna z jeho cyklu Podivuhodné cesty (Les Voyages extraordinaires). Česky byl román též vydán též pod názvem Zajatec pustin.

## Obsah románu
Příběh knihy začíná v březnu roku 1875, kdy ze San Diega vyplouvá plachetnice Franklin pod vedením kapitána Johna Branicana. Do svého cíle, kterým je Kalkata, ale loď ani po několika měsících nedopluje. Všichni až na jednu osobu jsou přesvědčeni, že loď zmizela i s posádkou někde v Tichém oceánu. Tou osobou je mladá žena kapitána Branicana Dolly Branicanová. Duševně se sice zhroutí, když jí potká další neštěstí (její syn Wat zemře na následky úrazu při lodní nehodě), ale naděje, že její muž nezahynul, jí drží při životě. Když se po čtyřech letech uzdraví, využije peněz z dědictví, které mezitím získala po svém strýci, a zorganizuje výpravu, jejímž cílem je najít jejího manžela. Trvá však dlouho, než se objeví první stopa po lodi Franklin, která vede do Austrálie. Dolly je přesvědčena, že její manžel je naživu držen ve vzdálené části severozápadní Austrálie v zajetí domorodců. Po překonání nesmírných obtíží svého muže skutečně najde a zachrání, přičemž největší nebezpečí ji hrozilo především od jejího bratrance Lena Burkera, který chce Dolly i Johna zabít, aby získal jejich dědictví.

## Ilustrace
Knihu V pustinách australských ilustroval Léon Benett.

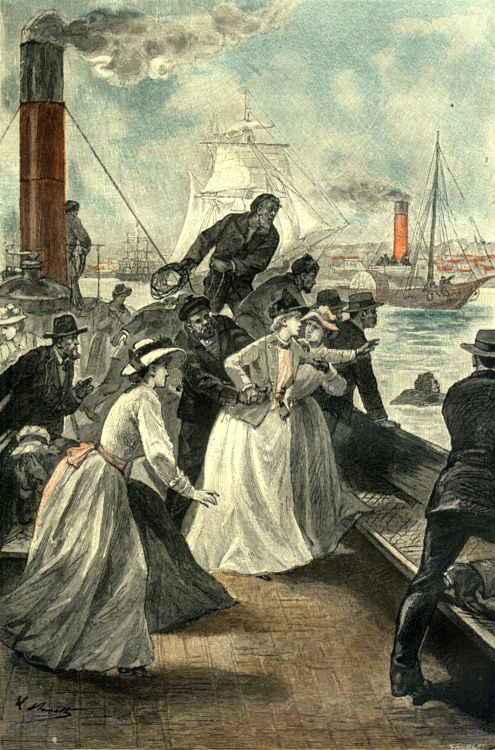
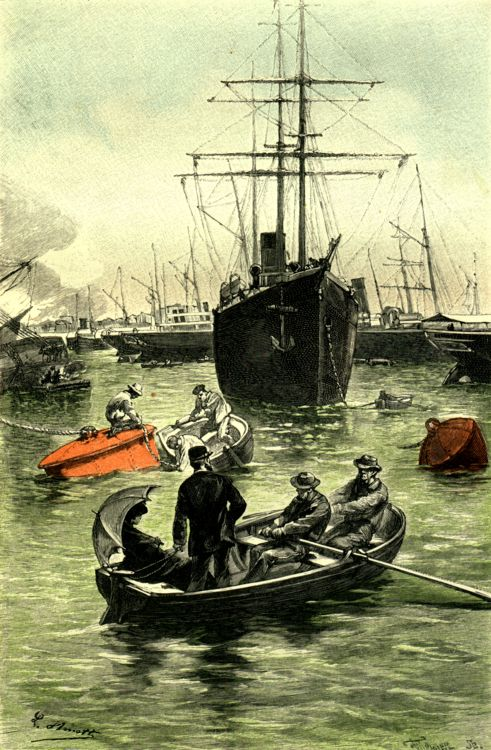
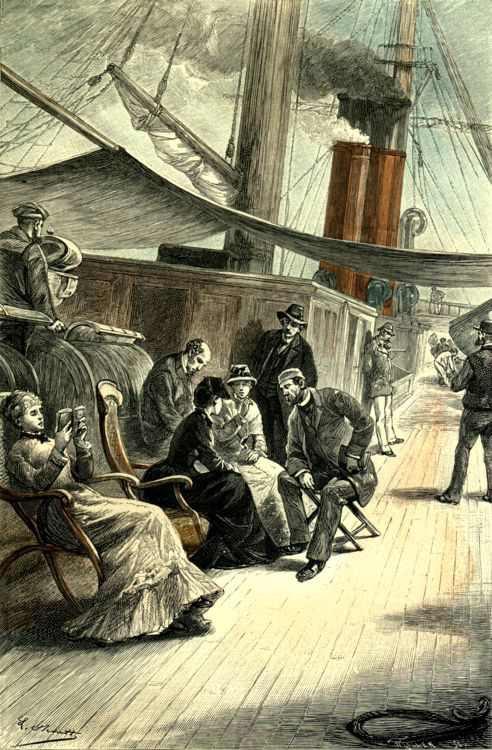
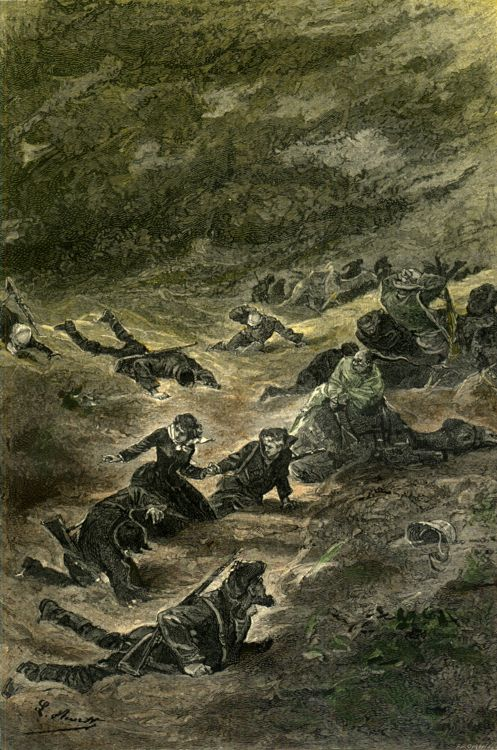

Mapy z původního francouzského vydání románu.

## Česká vydání
- Mistress Branicanová, Burkart, Brno 1908, přeložil Vítězslav Unzeitig,
- Mistress Branicanová, Eduard Beaufort, Praha 1913, přeložil Vítězslav Unzeitig, dva svazky, znovu 1922.
- V pustinách australských, Josef R. Vilímek, Praha 1930, přeložil Alois Tvrdek, znovu 1939.
- Zajatec pustin, Albatros, Praha 1975, přeložil Václav Netušil,
- V pustinách australských, Návrat, Brno 1996, přeložil Alois Tvrdek, znovu 2001.
- V pustinách australských, Nakladatelství Josef Vybíral, Žalkovice 2023